# Coenotephria replicata
Coenotephria replicata là một loài bướm đêm trong họ Geometridae.